# Elektromigration
Unter Elektromigration (EM) versteht man einen Materialtransport durch allmähliche Bewegung von Ionen in einem festen Leiter, der durch den elektrischen Strom verursacht wird. Kollisionen von Elektronen mit den Ionen und in geringerem Maß auch das elektrische Feld üben eine Kraft auf die Ionen aus, weshalb sie während eines Diffusionsschrittes bevorzugt in eine bestimmte Richtung wandern (Drift). Durch die fortwährende Verkleinerung von Halbleiter-Strukturen gewinnt dieser Effekt an praktischer Bedeutung.

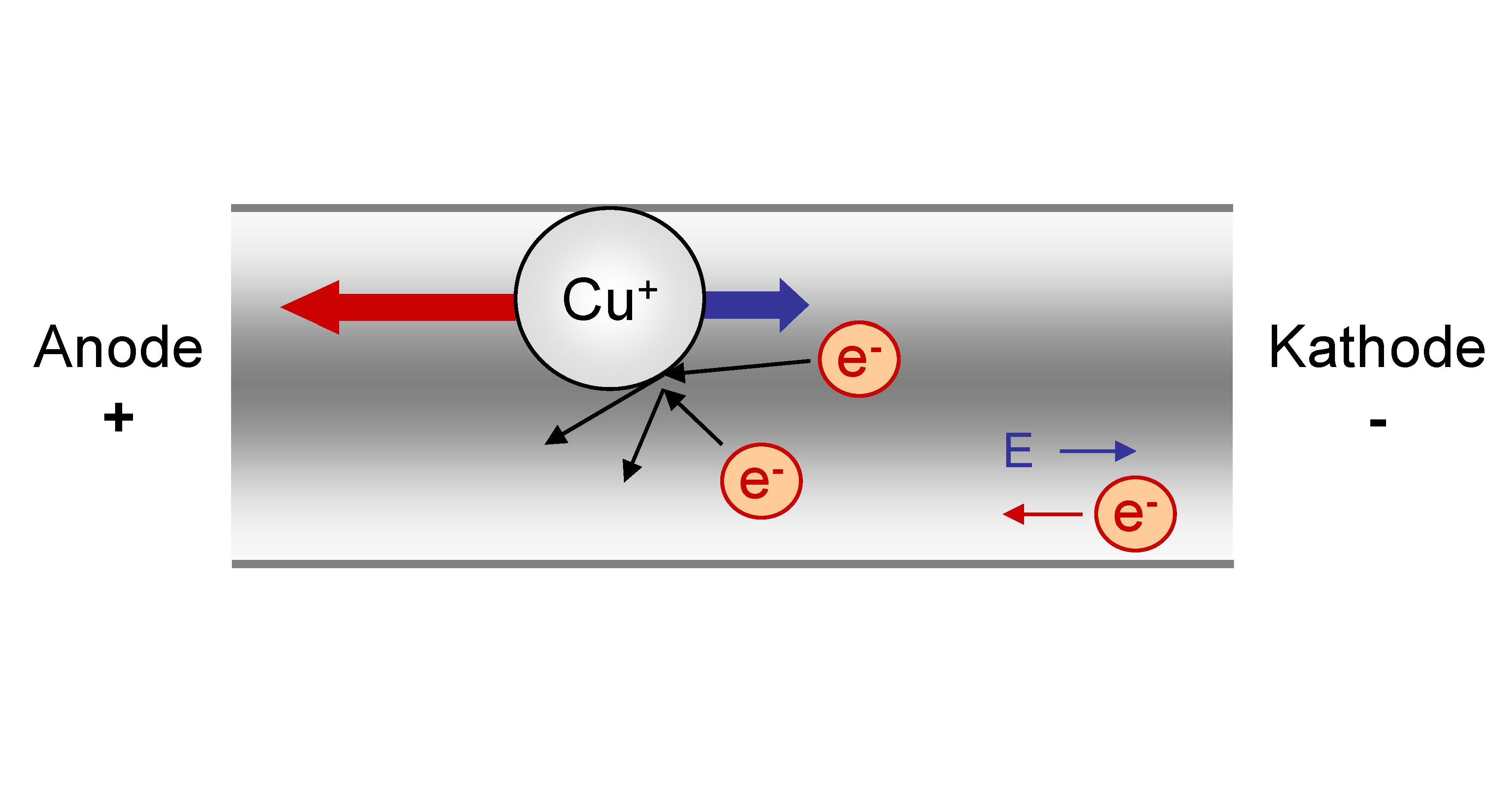
Elektromigration resultiert aus der Impulsübertragung von bewegten Leitungselektronen auf die Metallionen im Kristallgitter

## Geschichte der Elektromigration
Das Phänomen der Elektromigration ist seit mehr als 100 Jahren bekannt. Größere technische Bedeutung erlangte die Thematik ab etwa 1965, als entdeckt wurde, dass die in den damals aufkommenden integrierten Schaltungen (ICs) verwendeten dünnen Aluminium-Leiterbahnen bei hohen Stromdichten zerstört werden. Die theoretischen Grundlagen zur Erklärung der Elektromigration stellten 1961/62 in zwei Artikeln Huntington und Grone sowie Bosvieux und Friedel auf. Eine Lebensdauervorhersage für durch Elektromigration geschädigte Leiterbahnen formulierte 1966 James R. Black, siehe blacksche Gleichung. Damals waren die Leiterbahnen ungefähr 10 µm breit, während die Breite bei heutigen höchstintegrierten Chips nur noch etwa 14 nm beträgt. Insbesondere durch diese stetige Strukturverringerung gewinnt dieses Forschungsgebiet zunehmend an Bedeutung.

## Praktische Bedeutung der Elektromigration

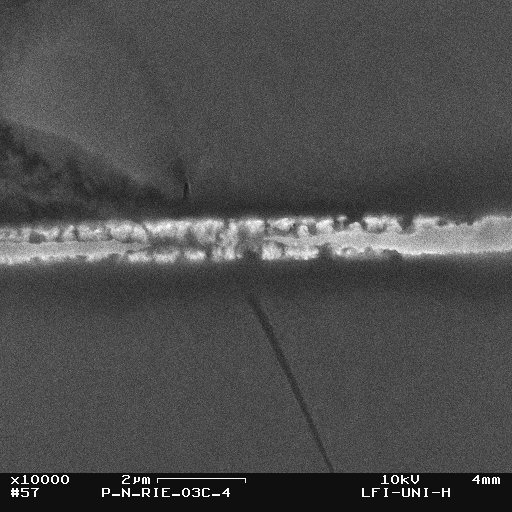
Aufnahme eines Ausfallortes verursacht durch Elektromigration in einer Kupferleiterbahn unter dem Rasterelektronenmikroskop. Die Passivierung wurde vorher durch RIE und Fluorwasserstoffsäure entfernt.

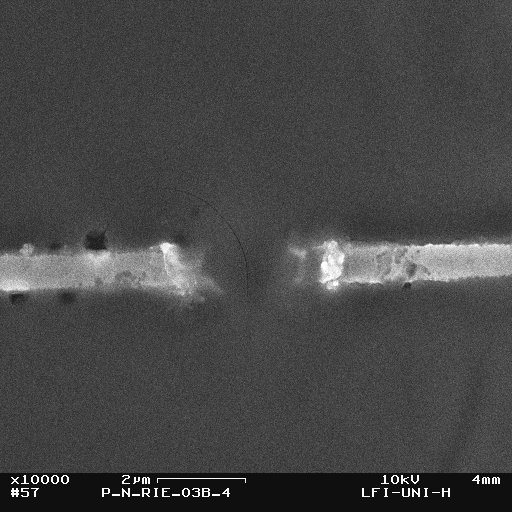
Leiterbahnunterbrechung durch Abtragung.

Die Elektromigration vermindert die Zuverlässigkeit von integrierten Schaltungen. Im schlimmsten Fall kann sie zum Totalausfall einer oder mehrerer Leitungen führen und somit zur Unbrauchbarkeit der gesamten Schaltung. Da die Zuverlässigkeit von Leiterbahnen nicht nur in den Bereichen der Raumfahrt und des Militärs, sondern auch bei zivilen Anwendungen, wie zum Beispiel dem Antiblockiersystem von Autos, von großer Bedeutung ist, wird diesem Effekt hohe technologische und wirtschaftliche Bedeutung beigemessen.

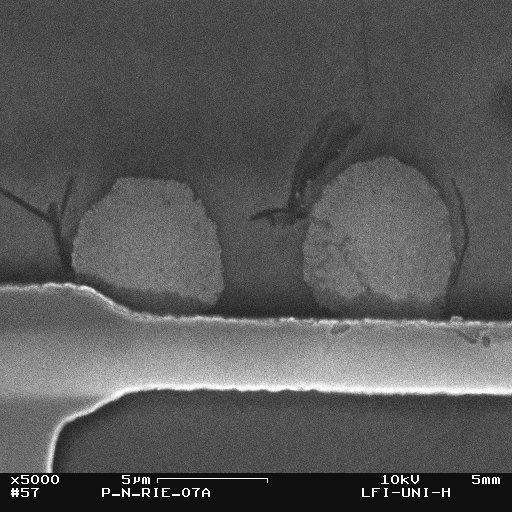
Material, welches an einer Stelle abgetragen wird, lagert sich an einer anderen Stelle wieder an. In diesem Fall sind zwei hügelförmige Auswüchse entstanden.

Mit zunehmender Miniaturisierung von hoch- und höchstintegrierten Schaltungen (VLSI/ULSI) erhöht sich die Ausfallwahrscheinlichkeit durch EM, weil sich sowohl die Leistungsdichte als auch die Stromdichte vergrößert. Zwar lassen sich durch geringere Strukturgrößen und Betriebsspannungen die benötigten Ströme reduzieren, da kleinere Transistoren auch kleinere Gate-Kapazitäten besitzen, jedoch werden aufgrund der steigenden Frequenzen die Ströme nicht im gleichen Maße wie die Leiterbahnquerschnitte reduziert. Daher nehmen die benötigten Stromdichten und damit Elektromigrationserscheinungen zu.
Anstelle von Aluminium, bei dem Elektronenmigration bei rund 500 kA/cm² auftritt, nutzen die meisten Hersteller ungefähr seit dem Jahr 2000 Kupfer als Leiterbahnmaterial. Die Vorteile von Kupfer sind seine bessere elektrische Leitfähigkeit (ermöglicht höhere Taktfrequenzen) und eine im Vergleich zu Aluminium etwa fünffach höhere Stromdichtebelastbarkeit, bevor es zu EM-Erscheinungen kommt.
Eine bewusst herbeigeführte Elektromigration findet Anwendung bei der ultrareinen (>99,99 %) Darstellung von den Elementen Titan, Zirconium, Hafnium, Vanadium u. a. Dabei werden die Elemente im Hochvakuum bis knapp unter ihren Schmelzpunkt erwärmt und Fremdionen werden durch Elektromigration aus der Mitte entfernt, in der das Element nun ultrarein vorliegt.

## Grundlagen
Die Materialeigenschaften der Metallleiterbahnen haben einen starken Einfluss auf die Lebensdauer. Zu diesen Eigenschaften gehören vorwiegend die Zusammensetzung der Leiterbahnlegierung und die Leitungsabmessungen, aber auch die Leitungsform, die kristallografische Orientierung der Körner, Eigenschaften der Passivierung und die Grenzflächen zu anderen Materialien. Das bei der Herstellung verwendete Verfahren zur Schichtabscheidung und Wärmebehandlungen wirken sich ebenfalls auf die Lebensdauer aus.
Gravierende Unterschiede resultieren auch aus den zeitlichen Verläufen des Stromes: Gleichstrom oder verschiedene Wechselstromformen rufen jeweils unterschiedliche Effekte hervor.

### Kräfte auf Ionen in einem elektrischen Feld
Zwei Kräfte wirken auf die ionisierten Atome im Leiter. Die direkte elektrostatische Kraft {\displaystyle F_{e}} resultiert aus dem elektrischen Feld und zeigt daher in Richtung des elektrischen Feldes. Die Kraft aus dem Impulsaustausch mit fließenden Ladungsträgern {\displaystyle F_{p}} zeigt in Richtung des Ladungsträgerflusses. In metallischen Leitern wird {\displaystyle F_{p}} durch einen so genannten „Elektronenwind“ verursacht.
Die resultierende Kraft {\displaystyle F_{\text{res}}} auf ein angeregtes Ion im elektrischen Feld ergibt
{\displaystyle F_{\text{res}}=F_{e}-F_{p}=q\cdot Z^{*}\cdot E=q\cdot Z^{*}\cdot j\cdot \rho }

Auf ein Ion in Sattelpunktslage (während des Platzwechsels) wirkende Kräfte

Hierbei führt man eine effektive Wertigkeit {\displaystyle Z^{*}} ein. In ihr sind sowohl direkte Kräfte und als auch jene Kräfte, die durch Elektronen mit hoher Geschwindigkeit entstehen, zusammengefasst. Mit der Elementarladung {\displaystyle q} stellt das Produkt {\displaystyle q\cdot Z^{*}} damit die effektive Ladung des wandernden Ions dar. Laut ohmschem Gesetz ist das elektrische Feld {\displaystyle E} das Produkt von Stromdichte {\displaystyle j} und spezifischem Widerstand {\displaystyle \rho }.
{\displaystyle E=j\cdot \rho }
Die Kraft {\displaystyle F_{p}} ist, wegen der abschirmenden Wirkung der Elektronen, meist die dominante Kraft; die Kraft des elektrischen Feldes auf die Ionen hingegen ist verhältnismäßig klein. Aktivierte Metallionen haben eine höhere Wahrscheinlichkeit, eine Leerstelle zu besetzen als andere Nachbarionen. Als Folge dieser Gegebenheiten bewegen sich Metallionen zur Anode, während sich Leerstellen zur Kathode bewegen. Durch Verdichtung von Leerstellen entstehen kleine Hohlräume (englisch voids ‚voids‘). Das führt zu offenen Schaltkreisen durch Materialabtragung. Kurzschlüsse zwischen Leiterbahnen, entweder durch hügelförmige (hillocks) oder filamentartige Strukturen (whisker), resultieren aus Anlagerung von Ionen an Unregelmäßigkeiten im Kristall.

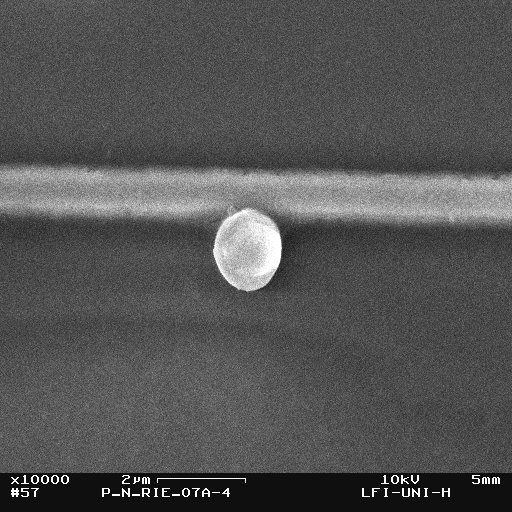
Dicker fadenartiger Auswuchs oder filamentartige Struktur (whisker)

### Grundlegende Gleichungen
Verschiedene Experimente haben gezeigt, dass sich Ionen in einem konstanten Feld mit einer konstanten Driftgeschwindigkeit bewegen. Die lineare Abhängigkeit des Stromes von schnell bewegten Elektronen kann allgemein als Konsequenz von Atomdiffusion aufgefasst werden, charakterisiert durch den Eigendiffusionskoeffizienten {\displaystyle D}. In Metallen entstehen freie Träger mit der Ladung {\displaystyle Z_{\text{ion}}\cdot q} durch Ionisationen im Metallgitter. In diesem Produkt ist {\displaystyle Z_{\text{ion}}} die effektive Wertigkeit des Ions. Nach Nernst und Einstein wird die Beweglichkeit von Ionen (Ionenbeweglichkeit {\displaystyle \mu _{\text{ion}}}), welche nur durch ein elektrisches Feld bewegt werden, wie folgt beschrieben:
{\displaystyle \mu _{\text{ion}}=Z_{\text{ion}}\cdot q\cdot {\frac {D}{k\cdot T}}}
In der Gleichung ist {\displaystyle k} die Boltzmann-Konstante und {\displaystyle T} die absolute Temperatur in Kelvin. Somit bewegen sich die Ionen mit der mittleren Driftgeschwindigkeit von
{\displaystyle {\bar {v}}_{d}=\mu _{\text{ion}}\cdot E}
Deuten lässt sich die Gleichung, indem man {\displaystyle F_{D}=Z_{\text{ion}}\cdot q\cdot E} als Kraft auf ein Ion {\displaystyle F_{D}} durch das Feld {\displaystyle E} versteht, die durch mikroskopische Reibungskräfte abgeglichen wird, während die durchschnittliche Geschwindigkeit {\displaystyle {\bar {v}}=DF_{D}/(kT)} ist.
Gewöhnlich entsteht der elektrische Widerstand durch Kollision von Elektronen mit Defekten und Gitterschwingungen, so genannten Phononen. Durch diese Kollisionen wird ein Impuls auf das Gitter übertragen, was wiederum dazu führt, dass die thermische Geschwindigkeit der Elektronen {\displaystyle v_{e}} ansteigt. Die Driftgeschwindigkeit, die sich daraus ergibt, kann als {\displaystyle v_{e}=DF_{p}/(kT)} geschrieben werden. Die direkte elektrostatische Kraft unterscheidet sich zwar von der Kraft durch Elektronen mit hoher Geschwindigkeit, es sind aber dieselben mikroskopischen Kräfte, die ihnen entgegenwirken und somit die Eigendiffusion und Driftgeschwindigkeit bestimmen. Daher kann man die beiden Effekte kombinieren und erhält nun für die Driftgeschwindigkeit
{\displaystyle {\bar {v}}_{d}=Z^{*}\cdot q\cdot {\frac {D}{kT}}\cdot E}
Der Ionenfluss {\displaystyle J} ist definiert durch das Produkt der Teilchendichte {\displaystyle C} mit der mittleren Driftgeschwindigkeit.
{\displaystyle J=C\cdot {\bar {v}}_{d}}
Setzt man nun die beiden letzten Gleichungen ineinander ein, so erhält man mit Hilfe des ohmschen Gesetzes für den Ionenfluss und dem Eigendiffusionskoeffizienten {\displaystyle D}
{\displaystyle J=C\cdot Z^{*}\cdot q\cdot {\frac {D}{k\cdot T}}\cdot \rho \cdot j}
Laut der Kontinuitätsgleichung ist die zeitliche Änderung der Teilchendichte die negative Divergenz des Ionenstromes. Mit der letzten Gleichung erhalten wir nun
{\displaystyle -\operatorname {div} J=-\operatorname {grad} \left({\frac {C\cdot \rho \cdot Z^{*}\cdot q\cdot D}{kT}}\right)\cdot j-{\frac {C\cdot \rho \cdot Z^{*}\cdot q\cdot D}{kT}}\cdot \operatorname {div} j}
Unter Gleichstrombedingungen erhalten wir für die Kontinuitätsgleichung {\displaystyle \operatorname {div} j=0}. Somit verschwindet der zweite Term auf der rechten Seite.
Der Diffusionskoeffizient {\displaystyle D} hängt negativ exponentiell von der Aktivierungsenergie {\displaystyle E_{\mathrm {A} }} und dem Kehrwert der Temperatur {\displaystyle T} ab.
{\displaystyle D=D_{0}\exp \left(-{\frac {E_{\mathrm {A} }}{k\cdot T}}\right)}
Wenn man nun die letzte Gleichung in die vorvorletzte Gleichung einsetzt, wird ersichtlich, dass auch der Ionenfluss von {\displaystyle T} abhängig ist.
{\displaystyle J=C\cdot Z^{*}\cdot q\cdot {\frac {D_{0}}{k\cdot T}}\cdot \rho \cdot j\cdot \exp \left(-{\frac {E_{\mathrm {A} }}{k\cdot T}}\right)}
{\displaystyle E_{\mathrm {A} }} ist dabei die Aktivierungsenergie in Elektronenvolt. Diese Betrachtungen sind Grundlage für die blacksche Gleichung.
Die Temperaturabhängigkeit der blackschen Gleichung wird aktiviertes oder auch arrheniussches Verhalten genannt. Die Aktivierungsenergie {\displaystyle E_{\mathrm {A} }} gibt maßgeblich an, welches die Hauptausfallursache ist. Diese Erkenntnisse fließen nun wieder in den Designprozess der entsprechenden Schaltkreise ein, so dass durch Veränderungen der Leiterbahngeometrie, des Leiterquerschnittes oder der Dicke der Passivierungsschichten die Zuverlässigkeit der Leitungen verbessert wird. Für nachfolgende Chipgenerationen können diese Erkenntnisse auch zum Einsatz neuer, für die Elektromigration weniger anfälliger Materialkombinationen führen.

## Ausfallursachen

### Diffusionmechanismen
Eine mögliche Ausfallursache ist die Diffusion von Ionen als Folge der EM. Dies kann geschehen durch Korngrenzendiffusion, Gitterdiffusion und Diffusion entlang heterogener Grenzflächen oder freier Oberflächen.

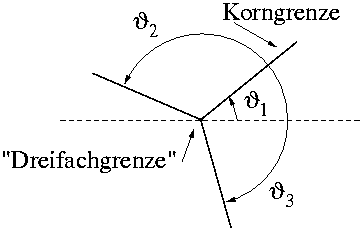
Schematische Darstellung so genannter „Tripelpunkte“. Die Leiterbahnränder verlaufen parallel zur gestrichelten Linie.

#### Korngrenzendiffusion
Aufgrund der niedrigen Aktivierungsenergie ist die Korngrenzendiffusion einer der wichtigsten Mechanismen der oben genannten Diffusionsmechanismen. Massenfluss durch eine homogene Region als Folge von EM findet ohne die Bildung von „voids“ oder „hillocks“ statt. Die Divergenz des Ionenflusses, siehe Gleichung, ist Null. Treten jedoch Inhomogenitäten im Material auf, so ist die Divergenz des Ionenflusses von Null verschieden, und es treten makroskopische Defekte auf. Der Anteil des Ionenflusses aufgrund von EM an den Korngrenzen wird beschrieben durch:
{\displaystyle J_{k}=C_{k}\cdot Z_{k}^{*}\cdot q\cdot {\frac {\delta }{d}}\cdot {\frac {D_{k}}{k\cdot T}}\cdot \rho \cdot j}
Zu dieser Gleichung kommt das Verhältnis der effektiven Korngrenzenweite für den Massentransport {\displaystyle \delta } zur durchschnittlichen Korngröße {\displaystyle d}. Der Quotient ergibt sich auch aus der Fläche aller Korngrenzen und der Gesamtfläche der Leiterbahn. Eine entscheidende Rolle für Divergenzen im Ionenfluss sind Stellen, an denen drei Korngrenzen aneinander liegen, vergleiche Abbildung rechts.
Da der Massenfluss entlang der Korngrenzen in einen solchen „Tripelpunkt“ ungleich dem Massenfluss aus diesem Grenzgebiet heraus ist, tritt Divergenz auf. Daher entstehen „voids“ und „hillocks“ bevorzugt an solchen Grenzen. In der Abbildung rechts wird für den Winkel von {\displaystyle \vartheta _{1}=0} und {\displaystyle \vartheta _{2}=\vartheta _{3}\approx 120^{\circ }} Material abgetragen und für {\displaystyle \vartheta _{2}=\vartheta _{3}\approx 150^{\circ }} Material angelagert.

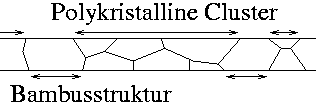
Polykristalline Struktur und Bambusstrukturen

Man versucht diesem Effekt entgegenzuwirken, indem man die Kornstrukturen bei der Metallabscheidung und der Wärmebehandlung (englisch Annealing) in die Größenordnung der Leiterbahnbreite bringt. Diese so genannte „Bambusstruktur“ minimiert den Effekt der Korngrenzendiffusion – in den Bambusstrukturen überwiegt die Gitterdiffusion. Im Zuge der Miniaturisierung rückt Korngrenzendiffusion deswegen zunehmend in den Hintergrund. Ergebnisse von Black zeigen, dass sich im Vergleich zu feinkristallinen Leiterbahnen die Aktivierungsenergie bei Leiterbahnen, in denen die Korngrößen etwa halb so groß sind wie die Leiterbahnbreiten, fast verdoppelt. Dabei ist der Prozess zur Metallabscheidung derselbe geblieben.

#### Gitterdiffusion
Die Aktivierungsenergie für EM innerhalb des Metallgitters ist sehr hoch. Dies ist zum einen bedingt durch die hohe Bindungsenergie der Atome im Gitter, zum anderen durch den Mangel an Fehlstellen.
{\displaystyle J_{1}=C_{1}\cdot Z_{1}^{*}\cdot q\cdot {\frac {D_{1}}{k\cdot T}}\cdot \rho \cdot j}
Einen entscheidenden Einfluss hat hierbei die kristallografische Orientierung der Atome im Gitter: Die EM Lebensdauer von (111) aus chemischer Gasphasenabscheidung (englisch chemical vapour deposition, CVD) angelagertem Kupfer ist 4-fach größer als die von (200)-CVD-Kupfer.

#### Diffusion entlang heterogener Grenzflächen
Aufgrund von Fehlstellen zwischen Metall und Passivierungsschicht, beziehungsweise Barriere und freien Bindungen der Metallatome, kommt es zu Grenzflächendiffusion. Ursache dafür ist schlechte Haftung der beiden Schichten aneinander. Die Aktivierungsenergie ist daher abhängig von den Materialien der Leiterbahn und Passivierung beziehungsweise Barriere. Fehlstellen an der Grenzschicht begünstigen den Massentransport und freie Bindungen der Metallatome reduzieren die Aktivierungsenergie.

#### Oberflächendiffusion
Ein entscheidender Unterschied wurde zwischen passivierten und unpassivierten Leiterbahnen festgestellt. Die Aktivierungsenergie ist um fast 50 % angestiegen, nachdem man die großkristallinen Leiterbahnen mit einer Siliziumoxid-Passivierung versehen hatte. Durch die Passivierung wird die Oberflächendiffusion unterdrückt.
Die durchschnittliche Geschwindigkeit der Atome an der Oberfläche, hervorgerufen durch eine konstante elektrische Kraft {\displaystyle F} beträgt
{\displaystyle {\bar {v}}={\frac {D_{s}\cdot F}{k\cdot T}}}
wobei {\displaystyle D_{s}} der Oberflächendiffusionskoeffizient ist. Der Massentransport an der Oberfläche besteht überwiegend aus Diffusion und Elektromigration. Der Anteil, den Adsorption und Desorption liefert, ist vernachlässigbar klein.
Die Oberflächendiffusion ist von der Orientierung der Atome im Kristall abhängig. Die Aktivierungsenergie ist bei einer (111) Ausrichtung wesentlich geringer als bei einer (001) oder (011).
Die effektive Diffusionskonstante {\displaystyle D_{\text{eff}}} ergibt sich aus der Summe der einzelnen Konstanten der vier Diffusionsmechanismen.
{\displaystyle D_{\text{eff}}=n_{G}\cdot D_{G}+\sum _{n}D_{K}\cdot {\frac {\delta _{k}}{d}}+2\cdot D_{I}\cdot {\frac {\delta _{I}}{h}}+2\cdot D_{O}\cdot {\frac {\delta _{O}}{w}}}
Die Indizes {\displaystyle G,K,I} und {\displaystyle O} stehen dabei für Gitter-, Korngrenzen-, Interface- und Oberflächendiffusion.

### Thermische Effekte

#### Joule’sche Eigenheizung
Die hohe Stromdichte verursacht joulesche Eigenheizung, die eine Temperaturerhöhung in den Teststrukturen bewirkt. Solch eine Temperaturerhöhung macht die Interpretation der Daten schwierig, da sie zu einem Versatz der vorbestimmten Bedingungen führt.
Der Massentransport wird nicht nur durch EM bewirkt, sondern auch durch Thermomigration, welche diesen weiter beschleunigt. Grund für die Eigenheizung ist die durch den Strom verursachte Verlustleistung {\displaystyle P=I^{2}\cdot R}. Es wurde von Erhöhungen von 5–10 °C für Einzelleitungen bei {\displaystyle J=1\cdot 10^{6}\mathrm {A\!/\!cm^{2}} } berichtet. Besonders stark macht sich die joulesche Eigenheizung bemerkbar, wenn mehrere parallele Leitungen nebeneinander getestet werden. Bei solchen Anordnungen können Temperaturerhöhungen bis zu 200 °C auftreten, die Leitungen müssen daher einzeln gemessen werden.
Im Folgenden werden die physikalischen Beziehungen der Eigenheizung beschrieben: Die Metalltemperatur ist gegeben durch
{\displaystyle T_{\text{m}}=T_{\text{ref}}+\Delta T_{\text{Eigenheizung}}}
In dieser Gleichung ist {\displaystyle T_{\text{m}}} die Temperatur des Metalls, {\displaystyle T_{\text{ref}}} ist die Temperatur eines Bezugschips und {\displaystyle \Delta T_{\text{Eigenheizung}}} der Temperaturanstieg, welcher durch den Stromfluss verursacht wird. Unter thermisch stationären Bedingungen ist die Temperatur durch Eigenheizung durch folgende Gleichung beschrieben
{\displaystyle \Delta T_{\text{Eigenheizung}}=(T_{\text{m}}-T_{\text{ref}})={\frac {1}{T}}\cdot \int _{0}^{T}I^{2}\cdot R\cdot Z_{\vartheta }\,\mathrm {d} t=I_{\text{eff}}^{2}\cdot R\cdot Z_{\vartheta }}
Dabei ist {\displaystyle I_{\text{eff}}} der Effektivwert des Stromes, {\displaystyle R} Leiterwiderstand, {\displaystyle T} die Periodendauer, und {\displaystyle Z_{\vartheta }} die thermische Impedanz zwischen Leiterbahn und Substrat. Außerdem wird davon ausgegangen, dass die Stromfrequenz wesentlich größer ist als die inverse thermische Zeitkonstante. Das heißt wiederum, dass die Metalltemperatur kaum schwankt.

#### Thermische Spannungen
Eine weitere Ausfallursache kann das Auftreten von mechanischen Spannungen durch thermischen Versatz zwischen metallischen Leitern und Substratoberfläche sein. Dieses Phänomen wird auch „stress migration“ oder „stress voiding“ genannt. Stress Migration steht im unmittelbaren Zusammenhang mit der EM.

## Weiterführende Literatur
- J. R. Black: Electromigration — A brief survey and some recent results. In: IEEE Transactions on Electron Devices. Band 16, Nr. 4, 1969, S. 338–347, doi:10.1109/T-ED.1969.16754.
- J. R. Black: Electromigration failure modes in aluminum metallization for semiconductor devices. In: Proceedings of the IEEE. Band 57, Nr. 9, 1969, S. 1587–1594, doi:10.1109/PROC.1969.7340.
- A. Christou: Elektromigration and Electronic Device Degradation. John Wiley & Sons, 1994, ISBN 0-471-58489-4 (englisch).
- D. S. Gardner, J. D. Meindl, K. C. Saraswat: Interconnection and electromigration scaling theory. In: IEEE Transactions on Electron Devices. Band 34, Nr. 3, 1987, S. 633–643, doi:10.1109/T-ED.1987.22974.
- P. B. Ghate: Electromigration-Induced Failures in VLSI Interconnects. In: 20th Annual Reliability Physics Symposium. 1982, S. 292–299, doi:10.1109/IRPS.1982.361948.
- P. S. Ho: Basic Problems for Electromigration in VLSI Applications. In: 20th Annual Reliability Physics Symposium, 1982. 1982, S. 288–291, doi:10.1109/IRPS.1982.361947.
- G. Jerke, J. Lienig: Hierarchical current-density verification in arbitrarily shaped metallization patterns of analog circuits. In: IEEE Trans. on Computer-Aided Design of Integrated Circuits and Systems. Band 23, Nr. 1, 2004, S. 80–90, doi:10.1109/TCAD.2003.819899.
- B. D. Knowlton, C. V. Thompson: Simulation of the temperature and current density scaling of the electromigration-limited reliability of near-bamboo interconnects. In: Journal of Materials Research. Band 13, Nr. 5, 1. Mai 1998, S. 1164–1170.
- J. Lienig, G. Jerke: Current-driven wire planning for electromigration avoidance in analog circuits. In: Proc. of the 2003 Asia and South Pacific Design Automation Conf. ACM, New York, NY, USA 2003, ISBN 0-7803-7660-9, S. 783–788, doi:10.1145/1119772.1119946.
- J. Lienig, M. Thiele: Fundamentals of Electromigration-Aware Integrated Circuit Design. 1. Auflage. Springer, 2018, ISBN 978-3-319-73557-3, doi:10.1007/978-3-319-73558-0.
- H. C. Louie Liu, S. P. Murarka: Modeling of Temperature Increase Due to Joule Heating During Electromigration Measurements. In: MRS Proceedings. 427, Symposium K Advanced Metallization for Future ULSI, 1996, S. 113–119, doi:10.1557/PROC-427-113.